# Sokalský rajón
Sokalský rajón (ukrajinsky Сокальський район) byl rajón ve Lvovské oblasti na Ukrajině. Hlavním městem byl Sokal a rajón měl přibližně 91 tisíc obyvatel. 

## Sídla v rajónu
- Belz
- Velyki Mosty
- Sokal
- Sosnivka
- Uhniv
- Žvyrka